# Oxudercinae
Oxudercinae je potporodica velike riblje skupine glavoča (lat. Gobiidae). 

## Opis
Ova potporodica je razvila sposobnost života u plimnom pojasu, često preživljavajući izvan vode, u malom blatnom pojasu ili skriveni ispod nekakvog objekta ili biljke. Ovo i omogućava to što prije izlaska na tlo napune svoje škržne komore zalihama vode, stvarajući spremnik kisika koji im omogućuje da dišu izvan vode. Po tlu se kreću prilično agilno, a može ih se često vidjeti da se sunčaju na blatu ili korijenju mangrova.
Oxudercinae su prepoznatljivi po očima koje im se nalaze na vrhu glave, i po prsnin perajama koje koriste da se kreću otiskujući se njima o tlo.
Predstavnike ove potporodice se može pronaći samo u tropskom i suptropskom pojasu, a najčešći su u vodama Indijskog oceana i oko Afričke obale na Atlantiku.

## Rodovi
1. Apocryptes Valenciennes, 1837
2. Apocryptodon Bleeker, 1874
3. Boleophthalmus Valenciennes, 1837
4. Oxuderces Eydoux & Souleyet, 1850
5. Parapocryptes Bleeker, 1874
6. Periophthalmodon Bleeker, 1874
7. Periophthalmus Bloch & Schneider, 1801
8. Pseudapocryptes Bleeker, 1874
9. Scartelaos Swainson, 1839
10. Zappa Murdy, 1989

- Jedan predstavnik potporodice Oxudercinae
- Periophthalmus novemradiatus
- Periophthalmodon sp.
- Boleophthalmus boddarti